# City of Ember
Thành phố Than Hồng (tiếng Anh là City of Ember) hay Thành phố Dưới Lòng Đất là tên một bộ phim khoa học viễn tưởng được sản xuất năm 2008 phỏng theo tiểu thuyết của Jeanne DuPrau năm 2003. Bộ phim được thực hiện từ đạo diễn Gil Kenan từ kịch bản của Caroline Thompson và gồm các diễn viên Saoirse Ronan, Harry Treadaway, Bill Murray, Mackenzie Crook, Martin Landau, và Tim Robbins.

## Nôi dung
Trong một thành phố ngầm ẩn dưới lòng đất, những người thợ xây dựng nên Thành phố Than Hồng đã để lại những lời hướng dẫn bí mật trong một chiếc hộp nhỏ. Họ đồng ý rằng trong vòng 200 năm chiếc hộp sẽ được khai mở. Chiếc hộp này nằm trong tay của các thị trưởng ở thành phố. Mỗi thị trưởng vừa kế nhiệm đều nhận chiếc hộp này. Khi chiếc hộp còn 47 năm nữa sẽ hết thời gian thì ngài thị trưởng chết đột ngột. Và điều quan trọng ẩn sau chiếc hộp chỉ có những ngài thị trưởng mới biết đã bị ẩn sau tấm màn bí mật vì chiếc hộp được đặt sau tủ quần áo. Cuối cùng cũng tới năm thứ 0, chiếc hộp được khai mở nhưng không một ai hay biết.
Các thế hệ sau đó, người dân ở Than Hồng đã sống dưới lòng đất và nghĩ rằng nơi đây là chỗ trú ẩn của loài người. Thành phố được xây trong một hang động khổng lồ với đầy các toà nhà. Ở trên đỉnh của toà nhà là một chiếc đèn pha lớn để cung cấp ánh sáng. Các đèn pha này đều nối liền với một máy phát điện. Và hiện tại là năm 247, Than Hồng đang rơi vào bóng tối do những máy phát điện bị hỏng. Và những lần tắt điện xảy ra ngày càng nhiều và mỗi lần càng kéo dài. Những bóng đèn ngày càng thiếu hụt.